# دانشگاه ایالتی مونت‌کلر
دانشگاه ایالتی مونت‌کلر، (به انگلیسی: Montclair State University) دانشگاهی عمومی است، که در سه شهر «آپر مونت‌کلر»، «لیتل فالز» و «کلیفتون» دارای واحدهای آموزشی می‌باشد. در اکتبر ۲۰۰۸ بیش از ۱۷٫۰۰۰ دانشجو، در این دانشگاه، مشغول تحصیل بودند.
دانشگاه ایالتی مونت‌کلر، به عنوان دومین دانشگاه بزرگ ایالت نیوجرسی شناخته می‌شود. در این واحد تحصیلی، بیش از ۲۵۰ رشته، در زمینه‌های مختلف به دانشجویان ارائه می‌گردد. دانشگاه دارای اعتبار شایان توجهی توسط اکثر سازمان‌های آموزشی تخصصی می‌باشد.